# Богдан Станку
Богдан Сорин Станку (на румънски: Bogdan Sorin Stanku), роден на 28 юни 1987 година в Питещ, Румъния, е румънски професионален футболист, нападател, настоящ играч на турския Генчлербирлиги и националния отбор на Румъния.

## Кариера

### Клубна кариера

#### Начало на кариерата
Започва да тренира футбол през 1998 година в отбора на родния си Питещ – Арджеш. През 2005 г. започва да попада в групата на първия отбор за мачовете, но е изпратен под наем във втородивизионния Дачия Миовени, като по-късно става и основен голмайстор на отбора. През следващия сезон е върнат в Арджеш, но записва само седем мача, преди договора му да бъде прекратен. Преминава в Униря Урзичени. С екипа на Униря изиграва три сезона, след което, през май 2008 г. е закупен от Стяуа за около 1 милион евро.

#### Стяуа Букурещ
Станку отбелязва първия си гол с екипа на Стяуа още в дебютния си мач. През първия си сезон се превръща в основен голмайстор на отбора, бележейки 11 гола през сезона. През следващите два сезона затвърждава ролята си на основен голмайстор. Добрите му игри му печелят трансфер в турския гранд Галатасарай, където треньор по това време е румънската легенда Георге Хаджи.

#### В Турция
На 21 януари 2011 г. официално подписва 5–годишен договор с Галатасарай. Титулярен нападател е през пролетния полусезон, в който изиграва 16 мача и отбелязва 3 гола. Въпреки това, този сезон е един от най-слабите в историята на отбора, който завършва на 8-о място в първенството, и отпада на 1/4–финалите за Купата на Турция, заради което треньорът Георге Хаджи е заменен от Фатих Терим. В отбора пристигат и Юхан Елмандер и Милан Барош, вследствие от което, Станку губи титулярното си място, и е даден под наем в Ордуспор. С екипа на Ордуспор изиграва силен сезон, и след това преминава за постоянно в отбора за 2,5 милиона евро. В края на следващия сезон обаче Ордуспор изпада, и на 25 юли 2013 г. Станку преминава в Генчлербирлиги за необявена сума.

### Национален отбор
Станку преминава през всички младежки национални отбори.
Прави дебюта си за мъжкия отбор в мач срещу Албания, игран на 3 септември 2010 г. С националния отбор участва и на Евро 2016.